# 稲沢駅

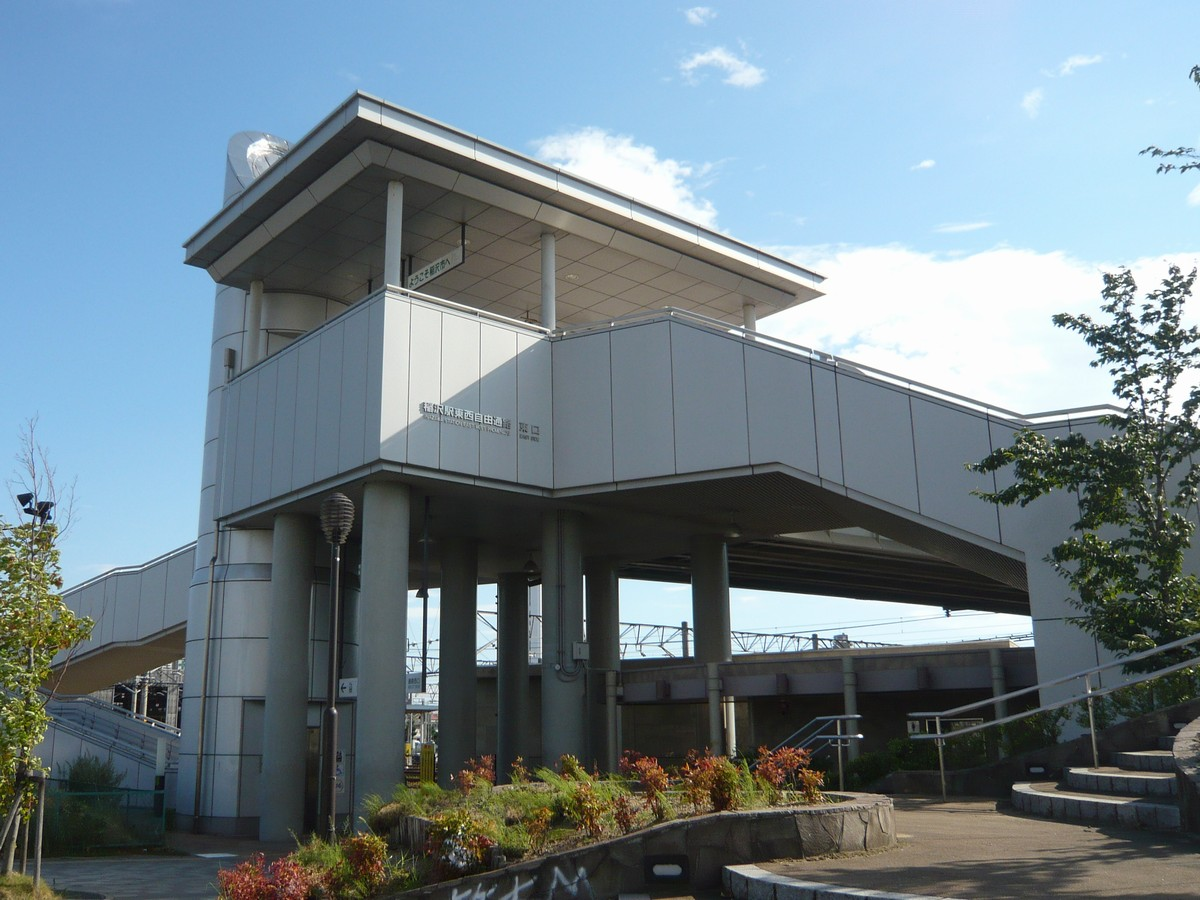
東口（2007年8月）

稲沢駅（いなざわえき）は、愛知県稲沢市駅前一丁目にある、東海旅客鉄道（JR東海）と日本貨物鉄道（JR貨物）東海道本線の駅である。駅番号はCA71。
運行形態の詳細は「東海道線 (名古屋地区)」を参照。

## 概要
旅客営業を行うJR東海と貨物営業を行うJR貨物が使用し、旅客列車が停車する旅客駅としての側面と、貨物列車の運行拠点としての側面を併せ持つ駅である。東京駅と神戸駅を結ぶ東海道本線の中間駅の一つであるが、今日では両駅へ向かう旅客列車は停車せず、名古屋駅方面と岐阜駅方面を結ぶ普通列車が主に当駅に停車している。
開業は、明治末期の1904年（明治37年）のことである。1987年（昭和62年）の国鉄分割民営化で、開業時から続いた国鉄の単独運営から、現在のようなJR東海・JR貨物の2社が運営する形態に移行している。また大正時代には、「日本三大操車場」に数えられる稲沢操車場が構内に建設され貨車を整理する拠点の一つとなったが、これは輸送方式の転換によって民営化前に廃止された。
駅は、名古屋市近郊の都市・稲沢市の東部に位置する。豊橋から名古屋、岐阜の間にはJRの東海道本線に並行して名鉄名古屋本線が通っているが、名鉄国府宮駅の方が当駅よりも市の中心部にあり、市を代表する「尾張大国霊神社」（通称・国府宮）の最寄りであるので、当駅の乗車客数は国府宮駅より少ない。

## 歴史

### 年表
- 1904年（明治37年）8月5日：国有鉄道（国鉄）の駅として開業[6]。
- 1907年（明治40年）4月18日：旧清洲駅から当駅を経て木曽川駅まで至る区間が複線化。
- 1925年（大正14年）1月16日：稲沢操車場開業。名古屋駅から当駅までの間に稲沢線（単線）を敷設[7]。
- 1936年（昭和11年）10月1日：稲沢線複線化[7]。
- 1953年（昭和28年）
  - 3月：2代目の駅舎に改築[8]
  - 11月11日：名古屋駅から当駅までの区間を電化。
- 1955年（昭和30年）7月20日：当駅から米原駅までの区間を電化。
- 1965年（昭和40年）5月15日：駅前広場が完成[9]。
- 1969年（昭和44年）10月1日：荷物の配達の取り扱いを廃止[6]。
- 1984年（昭和59年）2月1日：荷物の取り扱いを廃止[6]。
- 1986年（昭和61年）11月：稲沢操車場廃止[5]。
- 1987年（昭和62年）
  - 4月1日：国鉄分割民営化により、東海旅客鉄道（JR東海）・日本貨物鉄道（JR貨物）が継承。駅業務はJR東海がJR貨物に委託[10]。
  - 7月：JR東海が駅員を配置する[10]。
- 1998年（平成10年）3月30日：東海道本線貨物輸送力増強事業により稲沢線電化[11][12]。
- 2000年（平成12年）4月22日：橋上駅舎と自由通路が完成[13]。
- 2003年（平成15年）4月7日：東口の駅前広場が完成。
- 2006年（平成18年）11月25日：ICカード「TOICA」の利用が可能となる。
- 2024年（令和6年）
  - 1月31日：JR全線きっぷうりばの営業を終了[14]。
  - 2月1日：サポートつき指定席券売機を設置[2][3]と引き換えに、お客様サポートサービス導入に伴い無人化[* 1][2][3]。

### 開業の経緯
『新修稲沢市史』によれば、稲沢駅新設の経緯は以下のとおりである。
1886年（明治19年）5月1日、初代清洲駅から一ノ宮駅（現・尾張一宮駅）に至る、現在の東海道本線の一部にあたる区間が開業した。この時、この区間には途中駅が設置されなかった。稲沢市の前身にあたる稲沢町や下津村では、旅客や貨物の需要が見込めることから、路線開業の翌年（1887年（明治20年））よりこの区間への駅新設に向けた請願を行った。しかし、清洲駅および一ノ宮駅から近く、かつ地形が平坦で交通の便が悪いとはいえない、と判断されて実現しなかった。
東海道線の複線化が進むと、五条川への架橋により清洲駅前後が急勾配となり蒸気機関車（SL）の発車に障害をきたしているため、清洲駅が移転するのではないかと考えられた（実際に1906年（明治39年）に移転し枇杷島駅へ改称する）。同駅が名古屋駅方面へ移転すると駅間距離が伸びるため、近隣駅から近いため駅を設置しないという考えが変わるのでないか、と考えられ再び請願が行われた。この請願は認可され、下津村・山形村（現在の稲沢市）長野に駅が新設される運びとなった。用地買収は稲沢町と下津村が共同で担当。駅の建設中に、下津村側が駅名を「下津駅」とするよう求めたが、結局駅名は稲沢駅に落ち着いた。そして1904年（明治37年）に稲沢駅は、1面2線のホームと駅舎、それらを結ぶ跨線橋が完成して開業した。

### 名鉄国府宮駅の影響
稲沢駅西方にある名鉄国府宮駅の開業は、稲沢駅よりも20年遅い1924年（大正13年）2月のことである。当時は国府宮と一宮を結ぶ区間のみが開通していただけであったが、1928年（昭和3年）4月に南方に線路が伸び名古屋市内への直通運転を開始した。当時の東海道本線は長距離優先のダイヤ設定で、短距離では名鉄のほうが利便性が良かったため、国鉄稲沢駅の乗客は次第に減少。1930年（昭和5年）以降、稲沢駅と国府宮駅の乗降客数は逆転し、国府宮駅の方が上回った。
第二次世界大戦後、国鉄が長距離列車を中心に復興を進める一方で、名鉄は名古屋方面への近距離客の利便性を確保したダイヤを設定したため、稲沢駅と国府宮駅の乗降客の差は2倍近くに広がった。また、稲沢駅では定期券利用客を中心となったが、国府宮駅では定期券利用客のみならず一般利用客も増加していった。

### 営業範囲の変遷
開業当初の稲沢駅は、一般駅と呼ばれる、旅客・荷物・貨物の3種類を取り扱う駅であった。現在では旅客・貨物営業が継続され、荷物営業は廃止されている。
荷物は、宅配便に相当する「小荷物」と、旅客の荷物を扱う「手荷物」があったが、稲沢駅では「小荷物」と「手荷物」、その両方を取り扱っていた。基本的に荷物は配達も実施されていたが、1969年（昭和44年）10月に取り扱いが廃止された。荷物の取り扱いそのものも、国鉄での荷物輸送の原則廃止（1986年（昭和61年）11月）に先立つ1984年（昭和59年）2月に廃止された。
一方で貨物は、コンテナで輸送する「コンテナ貨物」と「車扱貨物」の2つに分類された1974年（昭和49年）410月の制度改定以降、車扱貨物のみを取り扱っている。

## 駅構造
稲沢駅は全長5.85 km、最大幅160 m、敷地面積21万6千m2の構内を持つが、大半を貨物列車向けの施設が占め、旅客列車用の施設は、稲沢市駅前一丁目を中心とする地域にあるのみである。以下、旅客用の施設と貨物用の施設を分けて記述する。どちらも地上に施設がある地上駅という形態である。
なお、名古屋駅と稲沢駅の区間は、線路が4本敷設されている（複々線区間）。西側の2線は旅客列車が常用する路線（以下「旅客線」）、東側の2線は貨物列車が原則使用する路線（通称「稲沢線」）である。稲沢線は当駅が起終点で旅客線に合流（分岐）するが、その場所は構内の北側にあたる。稲沢線下り線は旅客線の上下線を跨いだ後駅ホームより2 kmほど北側で下り線に合流し、稲沢線上り線は駅ホームより3.5 kmほど北側で旅客線の上り線から分岐する。

### 旅客駅
旅客駅にあるホームは1面のみで、その両側を旅客線の上下線計2線が囲む島式ホームという形式をとる。ホーム西側の下り線側が1番線、その逆側（東側）の上り線側が2番線である。1番線には岐阜・大垣方面行きの下り列車が、2番線には名古屋方面行きの上り列車が停車する。
駅舎は、ホームの上階部分に建設された橋上駅舎で、併設された東西自由通路（跨線橋）で東口および西口に繋がる。2000年（平成12年）に、構内西側にあった地上駅舎から建て替えられた。ドーム状の膜屋根を特徴とする駅舎で、JR東海によれば、稲沢市の姉妹都市であるギリシャ・オリンピア市からイメージされる「丘」をキーワードとしたデザインだという。自動券売機・サポートつき指定席券売機・自動改札機が設置されている。バリアフリー関連の設備では、改札内に多機能トイレ（車椅子・オストメイト対応、ベビーシート備付トイレ）があり、駅舎とホームの間にエレベーター・エスカレーターが、東西自由通路の東西両口にエレベーターがある。また、キヨスクが構内の改札前で営業している。
JRとしては稲沢市の代表駅であるが、お客様サポートサービスを導入している無人駅であり、駅長配置駅（直営駅）の尾張一宮駅から遠隔管理されている。2024年1月末までは業務委託駅で、東海交通事業所属の駅員が勤務していた。ただし無人化後も周辺の駅へ出向く係員を引き続き配置している。

#### のりば
| 番線 | 路線          | 方向 | 行先       |
| ---- | ------------- | ---- | ---------- |
| 1    | CA 東海道本線 | 下り | 岐阜方面   |
| 2    | CA 東海道本線 | 上り | 名古屋方面 |

（出典：JR東海:駅構内図）

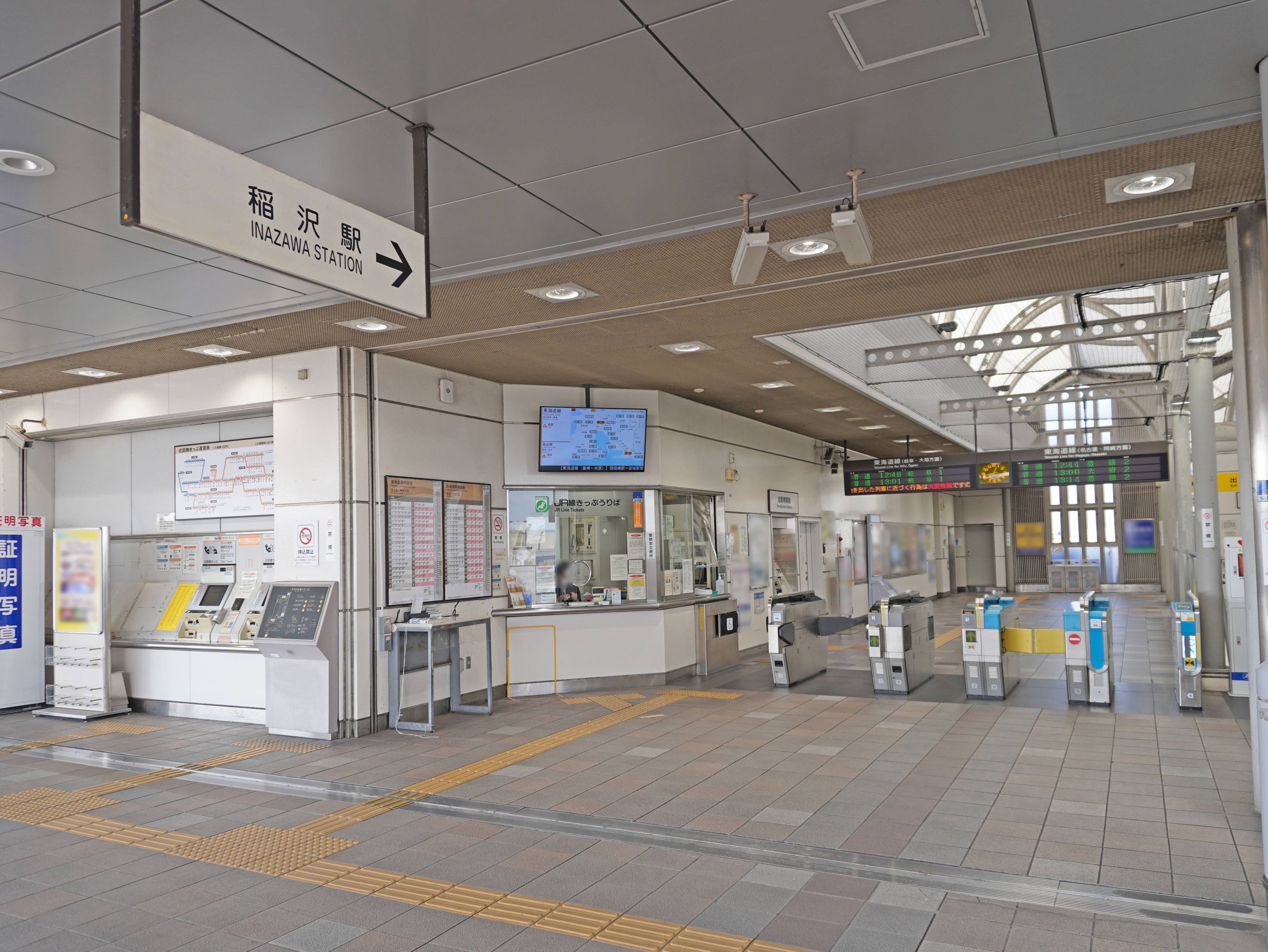
改札口（2022年11月）
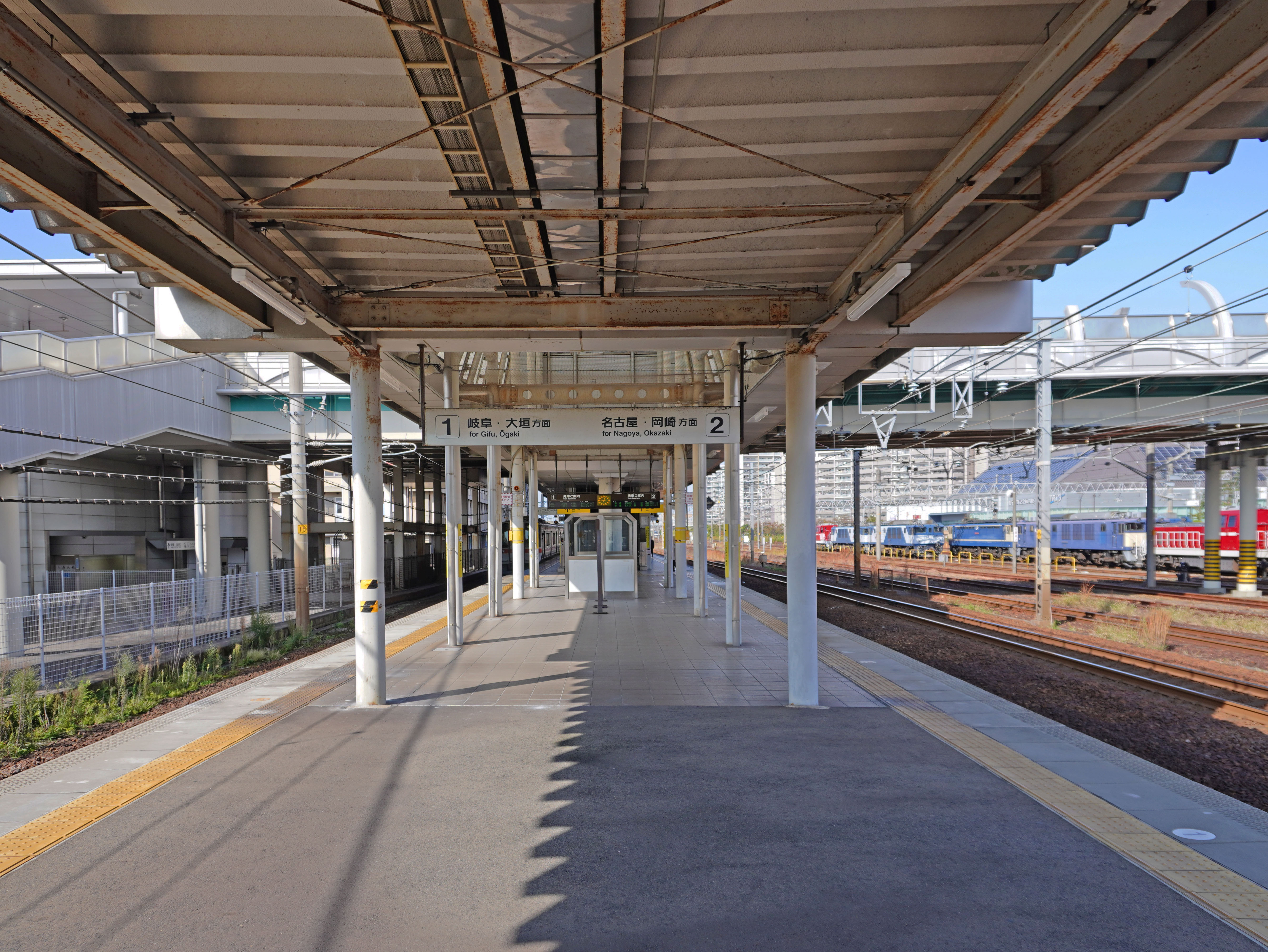
ホーム（2022年11月）
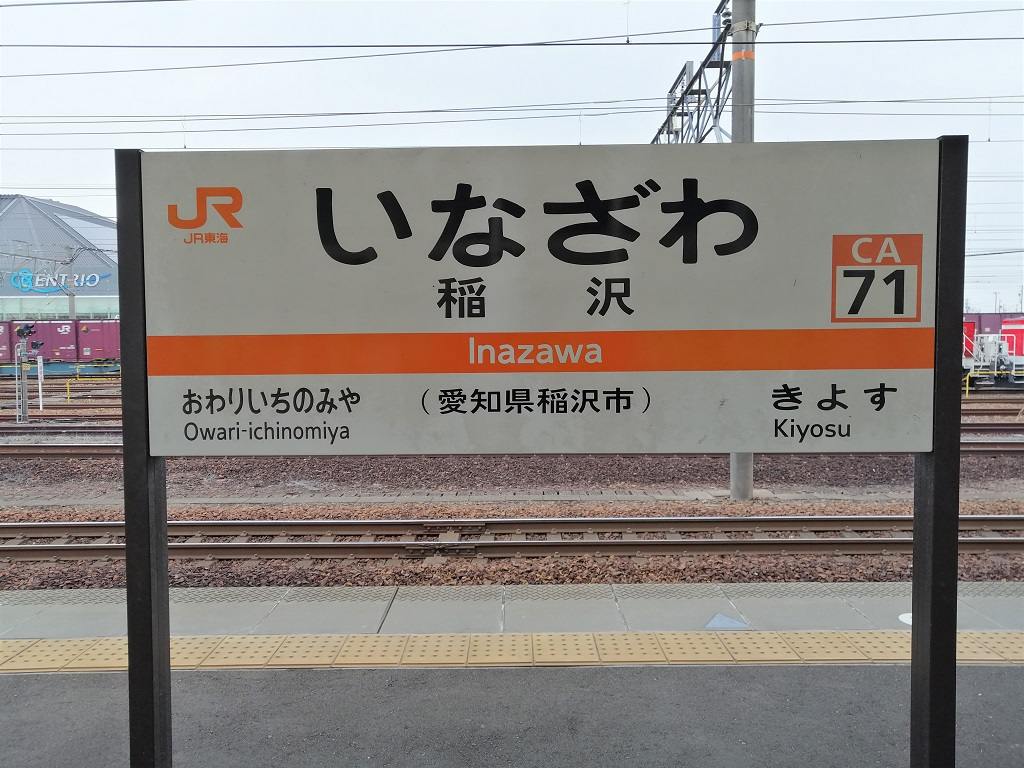
駅名標（2022年3月）

### 貨物列車用施設
貨物列車が用いる施設は一部例外があるものの、おおむね稲沢線の上下線に囲まれた場所にある。貨物用の施設が広い構内の多くを占める。
貨物列車が到着・発車に使用する着発線・出発線は、旅客駅と南の清洲駅のほぼ中間に位置する。着発線・出発線群の北側から旅客ホームにかけては留置線が広がり、車両基地の愛知機関区の施設も留置線群の一角にある。JR貨物の事務室は構内東側でJR東海の駅舎とは独立しており、駅長も配置されている。また、旅客駅西側にはJR貨物の東海支社が建つ。
乗務員の乗り継ぎや、一部の列車では機関車の交換・列車の方向転換があるため、当駅にはほぼすべての貨物列車が停車する。乗務員の交代は基本的に貨物の着発線で行われるが、夜間を中心に旅客線経由の列車もあり旅客ホームで交代する場合がある。
当駅に接続する専用線は、1983年（昭和58年）時点では昭和石油と住友セメント（後の住友大阪セメント）のものがあった。住友大阪セメントの専用線は機関区の近くから同社稲沢サービスステーションへと続いており、本巣駅や近江長岡駅よりセメント輸送列車が到着していたが、2002年（平成14年）9月をもって廃止された。

## 利用状況
稲沢市の中心部から離れた場所に位置しているため名鉄国府宮駅より乗車人員は少ない。東口側の再開発により増加傾向にあり、国府宮駅の利用者数との差は縮まりつつある。JR東海の移動等円滑化取組報告書によれば、一日平均乗降人員は16,755人。「稲沢市の統計」によると、当駅の一日平均乗車人員は以下の通り推移している。
- 2005年度 - 7,303人
- 2006年度 - 7,111人
- 2007年度 - 7,395人
- 2008年度 - 7,664人
- 2009年度 - 7,800人
- 2010年度 - 7,892人
- 2011年度 - 8,112人
- 2012年度 - 8,287人
- 2013年度 - 8,659人
- 2014年度 - 8,678人
- 2015年度 - 8,955人
- 2016年度 - 9,029人
- 2017年度 - 9,130人

## 停車列車
稲沢駅に停車する列車は、名古屋駅方面と岐阜駅方面を結ぶ普通列車と一部の快速列車に留まっている。普通列車はおおむね1時間あたり上下4本ずつ停車する。快速列車やそれに類する列車（新快速など）は日中は通過するが、2023年（令和5年）現在、朝方に上り2本と下り1本、夕方に下り4本が、（金山始発の快速が2本）停車している。いずれも平日のみ。1999年（平成11年）12月までは昼間にも毎時1本の快速が停車していた。
2009年（平成21年）3月14日のダイヤ改正までは、下り列車（大垣駅行き）に限り夜行快速「ムーンライトながら」の停車駅の一つであった。

## 駅周辺
駅の西側は小規模な商店街や閑静な住宅街が広がっている。稲沢市の市街地からはやや東に離れた場所で（約2km西へ離れた国府宮駅のほうが近い）、稲沢市と清須市（旧・春日町域）や一宮市（丹陽町）との境界に近い。

### 稲沢駅周辺再開発
稲沢市では当駅付近の線路の存在が東西の交通を著しく阻害している。なお駅の東側に沿って広がる稲沢操車場を含む約63.23ヘクタールの地域では、再開発が進行している。再開発の名称は公募で決定した「グリーン・スパーク稲沢21」。都市再生機構（UR）が施行する「尾張西部都市拠点地区土地区画整理事業」と、稲沢市が施行する「下津陸田土地区画整理事業」の2つの土地区画整理事業からなる。
住宅用地には戸建て住宅や名鉄不動産による大型マンションなどが建設された。バブル期にはオフィスビルやホテルを誘致する構想もあったが、経済情勢の変化により開発規模は大幅に縮小された。2009年（平成21年）3月には大型商業施設「リーフウォーク稲沢」（MEGAドンキホーテＵＮＹ）がオープンしたが、駅から北へ約800メートルも離れた場所に立地していて、店の買い物客は大半が車利用である。
2003年（平成15年）4月7日には、愛知県道190号名古屋一宮線（旧・国道22号線。通称：岐阜街道・鮎鮨街道）と東口前を結ぶ道路の開通にあわせて、東口側の駅前広場やロータリーの供用が開始された。駅前広場には、D51形蒸気機関車の動輪を模したモニュメントが設置されている。
2006年（平成18年）1月までは、空き地の一部を大日本プロレスが試合会場として使用し、毎回派手なデスマッチを繰り広げていた。シルク・ドゥ・ソレイユもここを利用し、「稲沢・新ビッグトップ」の会場名でサーカス公演を実施していたこともある。当地は中日ドラゴンズ本拠地ドームの建設候補地でもあった。
2020年（令和2年）9月、東口に豊田合成記念体育館エントリオが開館した。

### バス路線
名鉄国府宮駅からは名鉄バスの路線バスの運行があるが、稲沢駅前を発着するバスは稲沢市が運営するコミュニティバス（稲沢市コミュニティバス）のみである。稲沢駅の西口前を発着する。東口は一宮市丹陽地区や清須市春日地区などへの玄関口となるが、ここを発着するバス路線は存在しない。

## 隣の駅
東海旅客鉄道（JR東海）
CA 東海道本線
■特別快速・■新快速・■区間快速・■快速（下記以外）
通過
■快速（平日朝夕の一部）
名古屋駅 (CA68) - 稲沢駅 (CA71) - 尾張一宮駅 (CA72)
■普通
清洲駅 (CA70) - 稲沢駅 (CA71) - 尾張一宮駅 (CA72)